# M23攻势 (2022年至今)
M23攻势是指2022年3月下旬以來，卢旺达支持的3月23日运动（M23）在北基伍省对刚果民主共和国武装部队和联合国刚果民主共和国稳定特派团发动的攻势。衝突导致数十万平民流离失所，并导致刚果民主共和国和卢旺达之间的紧张局势再度加剧。
2024年6月20日，卢旺达总统保罗·卡加梅表示，該國已准备好在必要时与刚果民主共和国作战。 2024年7月，联合国安理会委托的一份調查顯示，有卢旺达军事人员与3月23日运动合作，在剛果民主共和國當地攻城略地， 甚至卢旺达军队的数量與3月23日运动的人数相当。  8月5日，随着M23与刚果军队之间的衝突愈演愈烈，近百名刚果国家警察逃往乌干达。 
2025年1月底，M23在卢旺达的支持下向戈马推进，刚果民主共和国決定与卢旺达断绝外交关系。1月27日，M23表示已攻占戈馬。此後M23又逼近布卡武，M23領導人揚言要攻佔金沙薩，統治整個剛果民主共和國。刚果总统费利克斯·齐塞克迪呼吁全国进行大规模军事动员。
1月28日凌晨，金沙萨爆发大规模骚乱，大量人群聚集在肯尼亚、美国、比利时、卢旺达、荷兰、乌干达和法国等国的駐剛果民主共和國的大使馆外，要求国际社会干预衝突，并呼吁M23和盧旺達立即撤军。 在美国大使馆外，有示威者焚烧轮胎，抗議西方世界對剛果民主共和國的局勢冷眼旁觀，他們還呼籲俄罗斯介入剛果民主共和國局勢。 
南非证实，联合国刚果民主共和国稳定特派团中有4名南非国防军士兵丧生，使冲突升级以来南非维和人员丧生的总人数达到13人。 为了施壓盧旺達撤軍，德国在呼籲盧旺達和M23立即撤出刚果民主共和國领土的同時還宣佈暂停援助卢旺达。

## 註腳
1. ↑  剛果民主共和國指控，盧旺達否認[1]被聯合國的調查證實[2][3]